# Rue Lécluse
Pour les articles homonymes, voir Lécluse (homonymie).
La rue Lécluse est une voie du 17e arrondissement de Paris, en France.

## Situation et accès

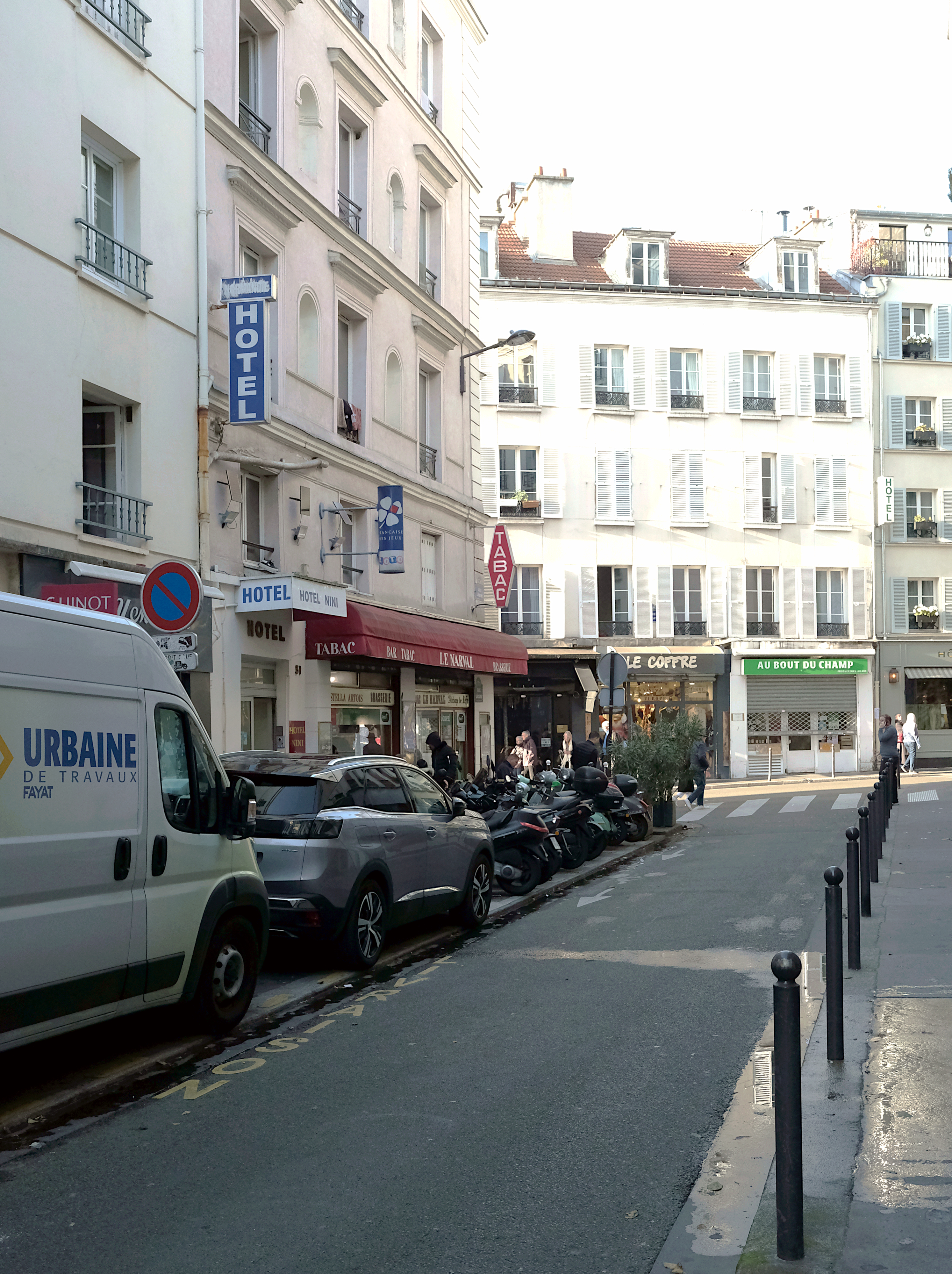
La rue vue en direction de la rue des Dames.

La rue Lécluse est une voie publique située dans le 17e arrondissement de Paris. Elle débute au 14, boulevard des Batignolles et se termine au 15, rue des Dames.

## Origine du nom
Elle porte le nom d'Alexandre-Pierre Lécluse, né le 10 août 1789 à Paris, marié le 9 août 1817 à Jacqueline Marie Françoise Lantaigne et décédé le 5 février 1861 à Paris 9e, entrepreneur des ponts et chaussées, sur des terrains lui appartenant dans la commune de Batignolles-Monceau  alors hors de Paris.

## Historique
Cette ancienne voie de la commune des Batignolles percée en 1838 sous son nom actuel est classée dans la voirie parisienne par décret du 23 mai 1863.

## Bâtiments remarquables et lieux de mémoire
- No 9 : Pierre Margry (1818-1894), archiviste et historien français.
- No  26 : ici résidèrent Paul Verlaine de 1865 à 1870 et Bernard Blier y passa son enfance après être né et avoir vécu 1 mois à Buenos-Aires (Argentine).

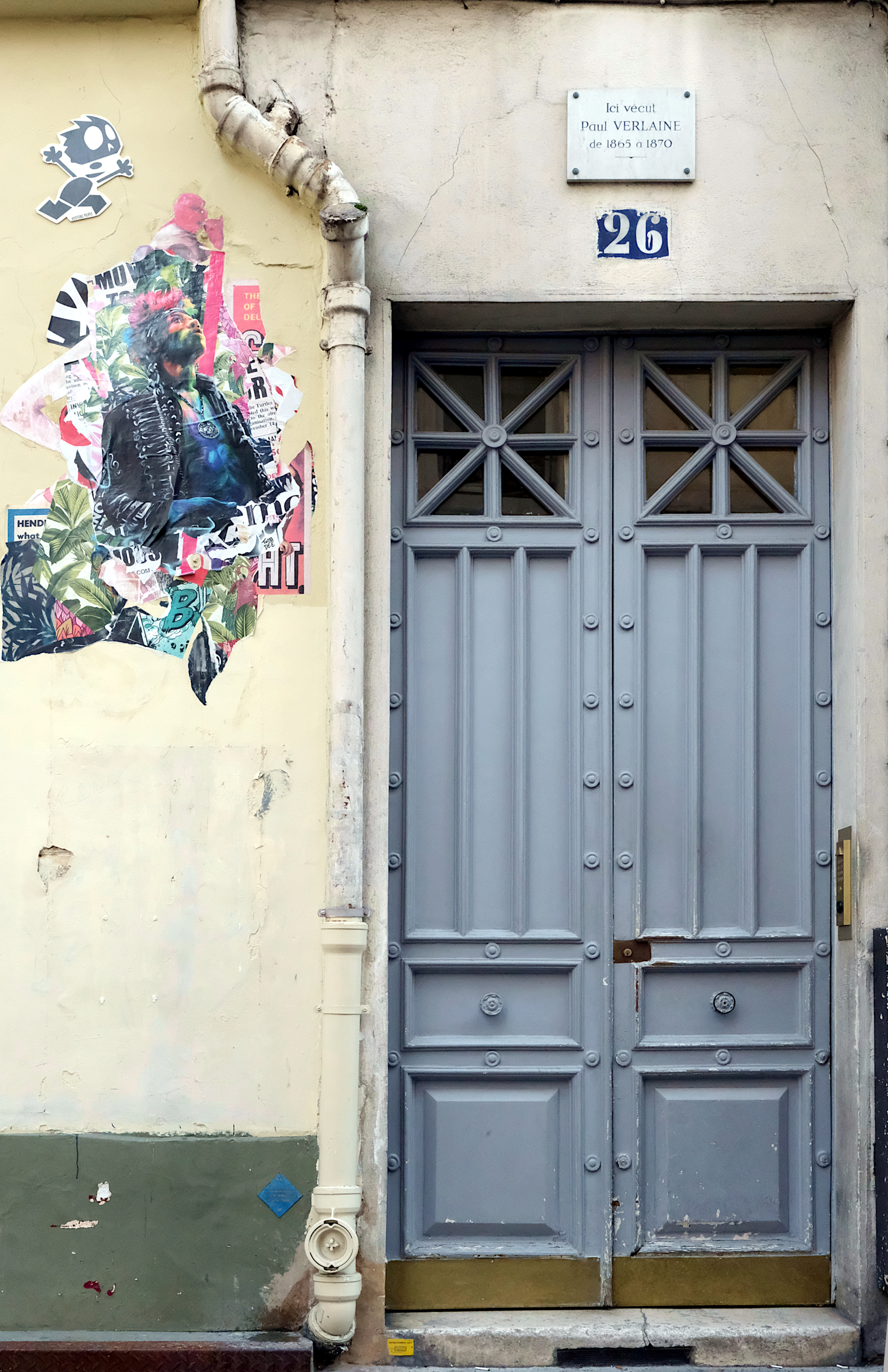
N° 26.
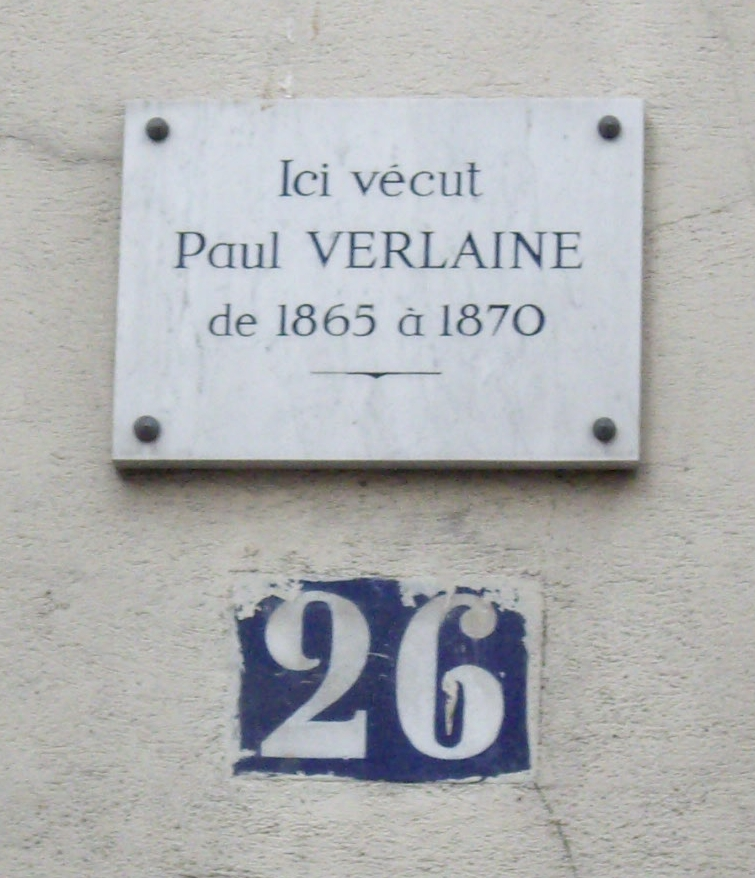
Plaque du no 26.